# Yone Kamio
Yone Kamio (神尾 米?, Kamio Yone; Yokohama, 22 novembre 1971) è un'ex tennista giapponese.

## Carriera
Ha raggiunto due finali nel doppio femminile, la prima nel 1991 insieme a Akiko Kijimuta e due anni dopo con la sorella di quest'ultima, Naoko Kijimuta, ma in entrambe le occasioni ne è uscita sconfitta.
In singolare ha avuto il suo anno migliore nel 1995, è riuscita infatti a raggiungere il terzo turno sia agli Australian Open, a Wimbledon e agli US Open e grazie a questi risultati ha scalato la classifica mondiale raggiungendo la ventiquattresima posizione a fine stagione.
Si è ritirata a inizio 1997 ancora venticinquenne a causa di infortuni cronici alla spalla.

## Statistiche

### Doppio

#### Finali perse (2)
| Numero | Anno | Torneo                                 | Superficie    | Compagna       | Avversarie in finale      | Punteggio |
| 1.     | 1991 | Japan Open Tennis Championships, Tokyo | Cemento       | Akiko Kijimuta | Amy Frazier Maya Kidowaki | 2–6, 4–6  |
| 2.     | 1993 | Sapporo Open, Sapporo                  | Sintetico (i) | Naoko Kijimuta | Yayuk Basuki Nana Smith   | 4–6, 2–6  |